# Sakadagami
Sakadāgāmi (pali) eller sakṛdāgāmin (sanskrit) betyder "den som återvänder en gång". Det är inom de buddhistiska inriktningar som har arahantskap som mål det andra steget mot detta mål.
En sakadagami har frigjort sig från de tre första kedjorna (samyojana) som binder medvetna varelser till samsara, samt nästan blivit fri från den fjärde och femte kedjan:
1. Tron på ett jag/en själ
2. Tvivel på effektiviteten av den buddhistiska vägen
3. Tron på effektiviteten hos icke-buddhistiska riter och ritualer
4. Sensuellt begär
5. Ondska/dåliga avsikter

En sakadagami kan återfödas högst en gång till som människa, men kan också återfödas i världen av subtil materialitet eller den imateriella världen innan arahantskap/nirvana är uppnått.